# 브라질 올림픽 위원회
브라질 올림픽 위원회(포르투갈어: Comitê Olímpico do Brasil)는 브라질의 국가 올림픽 위원회이다. IOC 코드는 BRA이다. 본부는 리우데자네이루에 있으며 범아메리카 스포츠 기구에 소속되어 있다.
1914년 6월 8일에 설립되었으며 1935년 6월 8일에 국제 올림픽 위원회의 승인을 받았다. 올림픽, 팬아메리칸 게임, 남아메리카 게임, 루소포니아 경기 대회를 비롯한 국제 스포츠 대회에 참가하는 브라질의 선수들을 대표한다.

## 같이 보기
- 올림픽 브라질 선수단